# 乔治·顿
乔治·顿（英語：George Don）（1798年5月17日—1856年2月25日），英国植物学家。
顿出生于苏格兰的安格斯，他的弟弟大卫·顿也是一位植物学家。他的父亲曾经担任过爱丁堡皇家植物园的视察员。
顿于1816年在切尔西的公园里工作过，1821年，被皇家园艺协会派遣去巴西、西印度群岛和塞拉里昂搜集植物标本，他发现有许多新种，但大部分他的发现都被约瑟夫·萨宾所命名出版，他自己也命名了一些新发现的品种。
顿的著作主要有《四无学和园艺通用系统》（1832）和《双子叶植物的历史》（1838），他还为约翰·克劳迪亚斯·伦敦的《植物百科全书》增补进行校正，并为伦敦的《不列颠园艺》所列举的植物进行分类。此外他对葱属和风车子属植物写过单行本出版物。
顿在伦敦的肯辛顿逝世。
由乔治·顿命名的主要植物：
- 沿海金合欢 Acacia cyclops G.Don
- Acacia deltoidea G.Don
- 绢毛相思树 Acacia holosericea G.Don
- 珍珠合欢 Acacia podalyriifolia G.Don
- Acacia rigens G.Don
Nealie
- 长春花 Catharanthus roseus (L.) G.Don
- Daviesia physodes G.Don
- Isotoma scapigera (R.Br.) G.Don
- Lagunaria patersonia (Andrews) G.Don
- 软叶丁香蓼 Ludwigia hyssopifolia (G.Don) Exell
- Modiola caroliniana (L.) G.Don
- Sagina maritima G.Don
- Sphenotoma squarrosum (R.Br.) G.Don
- 澳洲沙漠豆 Swainsona formosa (G.Don) Joy Thomps.